# Maron (imię)
Maron – imię męskie pochodzenia łacińskiego oznaczające "przyjaciel Bachusa".
Maron imieniny obchodzi 14 lutego i 15 kwietnia.
Forma oboczna: Maro